# Togianbulbyl
Togianbulbyl (Hypsipetes aureus) är en fågel i familjen bulbyler inom ordningen tättingar.

## Utseende och läte
Togianbulbylen är en traststor tätting med en lång och kraftig näbb. Den är olivgrön på huvud och ovansida, medan undersidan är enfärgat gul. Ögat är mörkt. Ungfågeln är mattare i färgerna och har ljust öga. Arten är ljudlig, med en komplex kombination av raspiga ljud, visslingsar och melodier, ofta inledda med nasala "chup".

## Utbredning och systematik
Fågeln förekommer i Togianöarna utanför Sulawesi. Tidigare kategoriserades den vanligen som underart till Hypsipetes longirostris, men urskiljs numera som egen art.

### Släktestillhörighet
Arterna i artkomplexet placerades tidigare ofta i släktet Alophoixus eller Thapsinillas, men genetiska studier visar att de är en del av Hypsipetes.

## Levnadssätt
Togianbulbylen hittas i skogar och plantage i låglänta områden och förberg. Den ses vanligen i smågrupper.

## Status
Arten har ett litet utbredningsområde, men beståndet anses vara stabilt. Den placeras i hotkategorin livskraftig.